# Trzebnica
Trzebnica [tʃɛbˈɲiʦa] (deutsch: Trebnitz) ist ein Ort in der Stadt- und Landgemeinde Trzebnica mit 24.442 Einwohnern (Stand 31. Dezember 2020) im Powiat Trzebnicki der Woiwodschaft Niederschlesien in Polen.

## Geographische Lage
Die Kleinstadt liegt im Katzengebirge, etwa 20 Kilometer nördlich von Breslau.

## Geschichte
Zahlreiche vorgeschichtliche Funde im benachbarten Dorf Massel (Masłów) bezeugen eine frühe Besiedlung des Trebnitzer Gebietes. Vor 1138 gehörte Trebnitz, das damals bereits Marktort war, dem Breslauer Vinzenzstift und dem schlesischen Magnaten Peter Wlast. Erstmals urkundlich erwähnt wurde es 1138, als Władysław II. der Vertriebene, Herzog von Schlesien aus dem Geschlecht der schlesischen Piasten, den ganzen Ort an sich brachte. Vermutlich wegen Władysławs Vertreibung 1146 verlor Trebnitz das Marktrecht an das benachbarte Zirkwitz (Cerekwica). Eine rege Siedlungstätigkeit des Gebietes um Trebnitz begann unter dem Sohn Władysławs II., Herzog Bolesław I., der 1163 aus der Vertreibung zurückgekehrt war. Dessen Sohn, Herzog Heinrich I., stiftete 1202 auf Bitten seiner Gemahlin Hedwig von Andechs das Zisterzienserinnenkloster Trebnitz, das er reich ausstattete und mit Zisterzienserinnen aus dem Bamberger Kloster St. Theodor besiedelte. Es war das erste Frauenkloster in Schlesien. Erste Äbtissin wurde Petrissa, die einstige Lehrerin Hedwigs aus dem mainfränkischen Kitzingen. Die Stiftungsurkunde wurde am 23. Juni 1203 in Trebnitz durch Herzog Heinrich I. in Anwesenheit von Hedwigs Bruder, dem Bamberger Bischof Eckbert sowie Hedwigs Onkel, dem Bamberger Dompropst Poppo unterzeichnet. Der Herzog schenkte dem Kloster das Fischerdorf Kottwitz an der Oder.
Im Jahr 1203 wurde das Marktrecht wiederhergestellt. Im selben Jahr wurde die Pfarrkirche St. Petri urkundlich erwähnt, die jedoch vermutlich schon 1138 existierte. In den nächsten Jahren errichtete das Herzogspaar die dreischiffige Klosterkirche. 1214 wurde die Krypta eingeweiht, 1219 der Chor. 1224 waren Dach und Glockenturm fertiggestellt. 1238 starb Herzog Heinrich I., fünf Jahre später seine Witwe Hedwig von Andechs. 1250 erhielt Trebnitz das deutsche Neumarkter Stadtrecht. Zwar gehörte die Stadt zur Ausstattung des Klosters, die Gerichtsbarkeit oblag jedoch nach der Teilung des Herzogtums Schlesien den Herzögen von Breslau. 1323 wurde die Gerichtsbarkeit über Trebnitz den Herzögen von Oels unterstellt.
Zusammen mit dem Herzogtum Oels fiel Trebnitz im Jahr 1329 als ein Lehen an die Krone Böhmen, die 1526 an die Habsburger gelangte. 1413 wurden Kloster und Stadt durch einen Brand verheert. Beide wurden aus Privatmitteln der Äbtissin, Anna Prinzessin von Kujawien, wiederaufgebaut. Im Jahr 1430 wurden Kloster und Stadt von den Hussiten überfallen und ausgeraubt. Die verursachten Schäden wurden 1453 aus Privatmitteln der Äbtissin Prinzessin Margarethe († 1466), Tochter des Herzogs Konrad V. von Oels, beseitigt. Da das Kloster Trebnitz bestrebt gewesen war, alle herzoglichen Rechte über seine Besitzungen zu erwerben, wurden ihm diese schließlich 1480 von Herzog Konrad von Oels übertragen. Im 16. Jahrhundert verursachten wiederholte Brände große Schäden, zudem wütete 1596 die Pest, der 1600 Menschen zum Opfer fielen. Im Dreißigjährigen Krieg wurden die Stadt und das Kloster mehrmals von schwedischen Truppen geplündert. In den Jahren 1697 bis 1726 wurden die Klostergebäude neu errichtet, 1730 das neue Rathaus und 1741–1747 erhielt die Klosterkirche eine neue Innenausstattung.
Nach dem Ersten Schlesischen Krieg fiel Trebnitz mit dem größten Teil Schlesiens an Preußen. Für das Jahr 1776 sind in Trebnitz 1974 Einwohner belegt. Am 17. August 1810 starb die letzte Fürstäbtissin Dominika von Gillern. Am 11. November 1810 folgte die Säkularisation des Klosters, das damit auch die Grundherrschaft in Trebnitz verlor.
Die Klosterkirche wurde zur katholischen Pfarrkirche umgewidmet. Der Klosterbesitz, einschließlich der Stadt Trebnitz, ging in Staatsbesitz über und wurde später verkauft. Ein Teil der Klostergebäude wurde zeitweise als Textilfabrik genutzt. Im Jahr 1870 wurde ein Teil der Gebäude von den Maltesern erworben, den Rest erwarben die Borromäerinnen, die in Trebnitz ihr Generalmutterhaus einrichteten.
Durch die Preußischen Reformen wurde 1812 der Landkreis Trebnitz eingerichtet, mit dem Trebnitz bis 1945 verbunden blieb. Von den 3129 Einwohnern im Jahr 1880 waren 3129 protestantisch, 1699 katholisch und 89 gehörten dem jüdischen Glauben an. 1886 erhielt Trebnitz Eisenbahnanschluss mit Breslau.
Ab 1888 erlangte die Stadt eine Bedeutung als Kurort. Der Kurkomplex mit zahlreichen Villen im Neubarock- und Jugendstil entstand nach Entwurf des Breslauer Architekten Hubert Jantke. 1897 wurde Trebnitz elektrifiziert. 1898 nahm die Kleinbahn, die als „Der fliegende Trebnitzer“ bezeichnet wurde, ihren Betrieb auf. Nachfolgend siedelten sich auch Breslauer in Trebnitz an. 1902 wurde ein Krankenhaus im Stil des Neubarock errichtet. 1910 erfolgte der Bau einer Gasanstalt und eines Johanniterkrankenhauses. 1939 wurden 8500 Einwohner gezählt.
Während des Zweiten Weltkriegs besetzte die Rote Armee am 25. Januar 1945 kampflos die Stadt. In den nächsten fünf Tagen plünderten sowjetische Soldaten die Häuser, von denen sie etwa 60 % durch Brandstiftungen zerstörten. Das historische Stadtzentrum wurde vernichtet. Das Kloster und die Kirche blieben verschont. Im Frühjahr 1945 unterstellte die Rote Armee Trebnitz der im März 1945 für Schlesien gebildeten Verwaltung der Volksrepublik Polen. Es wurde in Trzebnica umbenannt. Die Bevölkerung wurde vertrieben und der Ort mit Polen besiedelt, die zum Teil aus den im Rahmen der Westverschiebung Polens an die Sowjetunion gefallenen Gebieten östlich der Curzon-Linie kamen.
Trzebnica war vom 20. April bis Anfang Juni 1945 Sitz des Breslauer Woiwoden Stanisław Piaskowski (1901–1963), an den eine Gedenktafel am Haus ul. Wolności 5 erinnert. Der Wiederaufbau der Stadt erfolgte nur langsam. Noch 1951 gab es um das Rathaus beinahe keine Häuser. Die neuen Wohnblöcke wurde in Plattenbauweise im „sozialistischen Stil“ errichtet. Die Wallfahrten zum St.-Hedwigs-Grab wurden bald wieder aufgenommen.
Von wirtschaftlicher Bedeutung ist die landwirtschaftlich geprägte Milch- und Holzbearbeitungsindustrie. Einen Teil seiner Einkünfte bezieht Trzebnica aus dem Kurbetrieb und der Touristik. Viele der Einwohner sind im nahen Breslau beschäftigt.

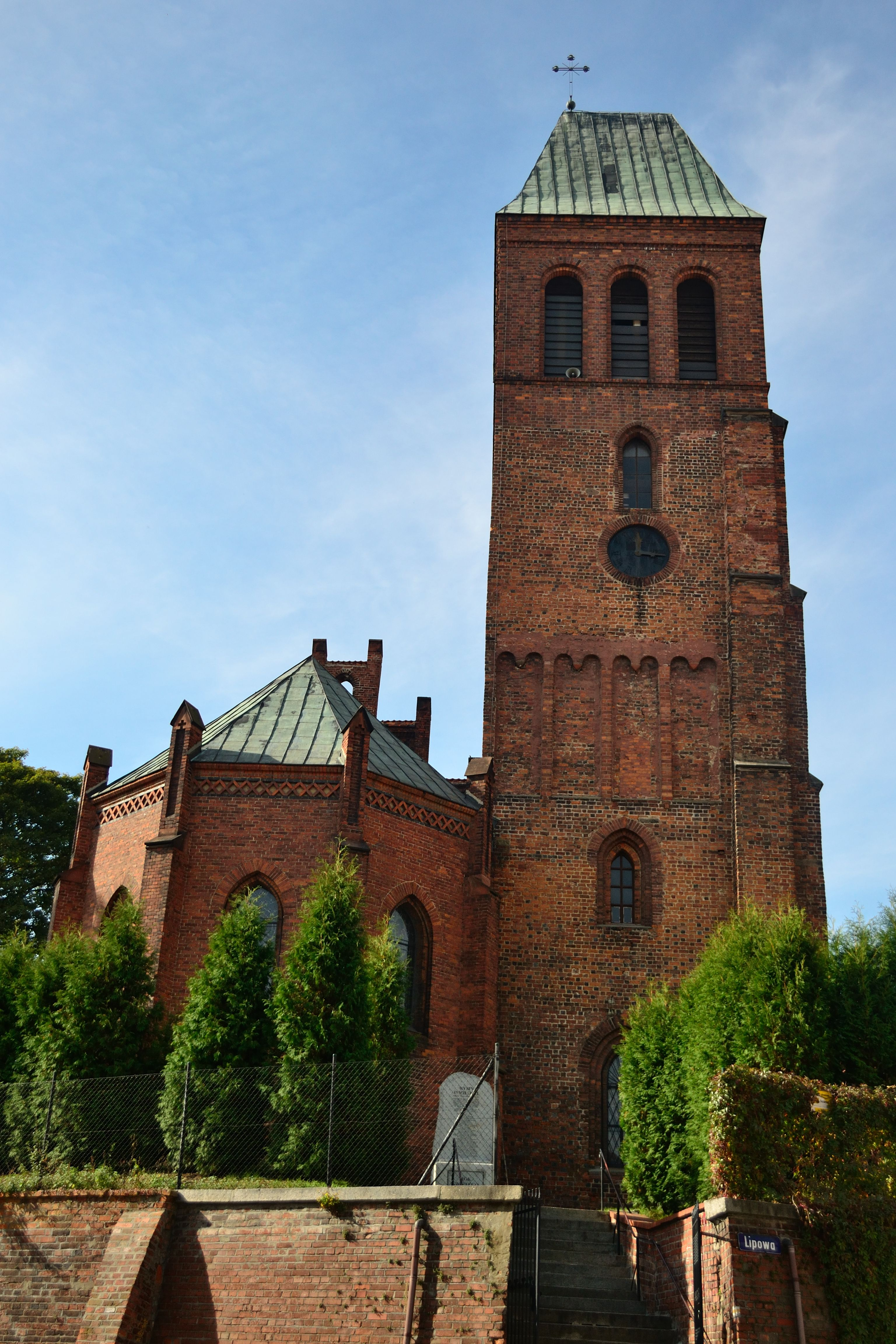
St.-Peter-und-Paul-Kirche (13. Jh.)
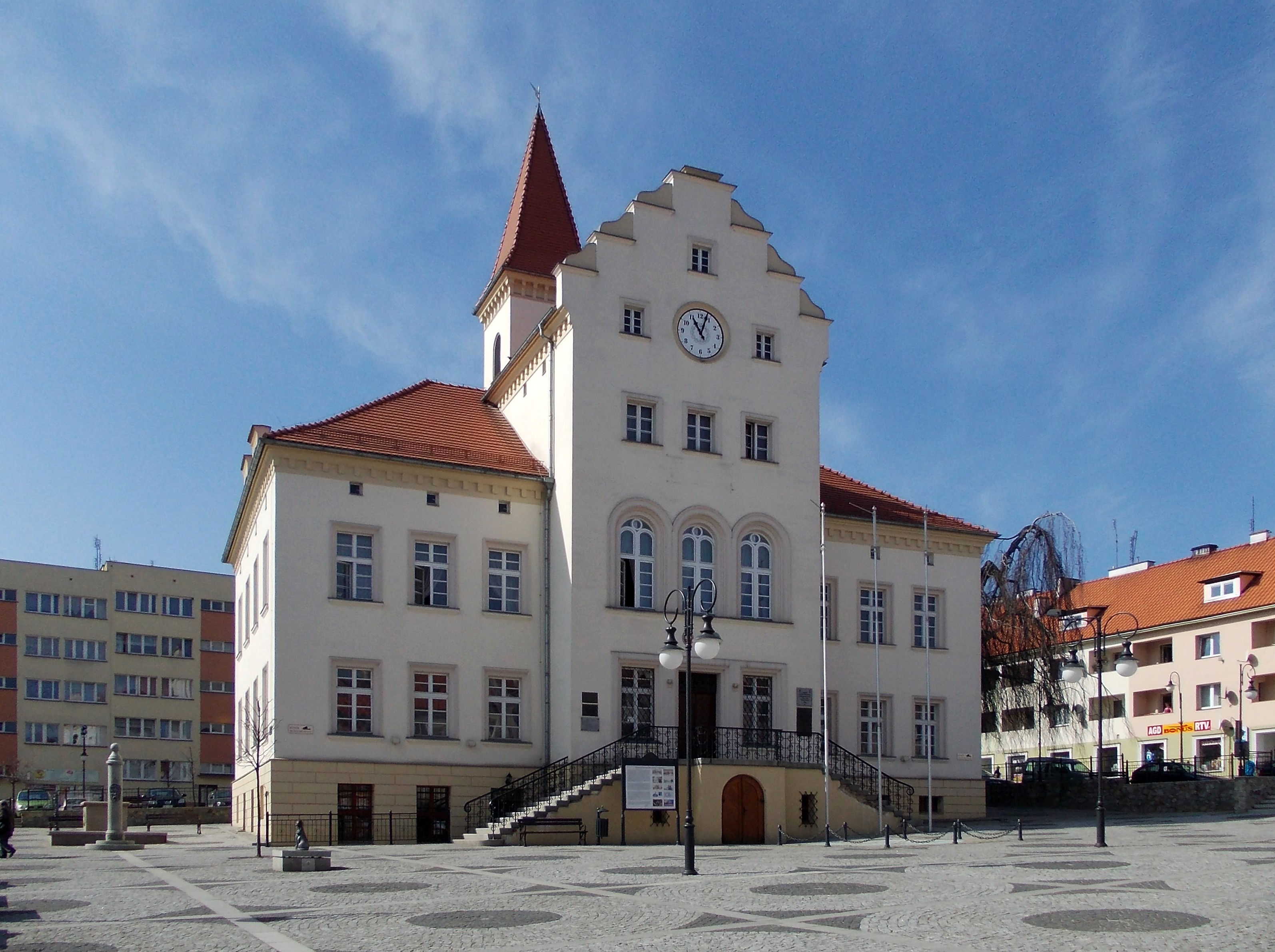
Rathaus am Ring
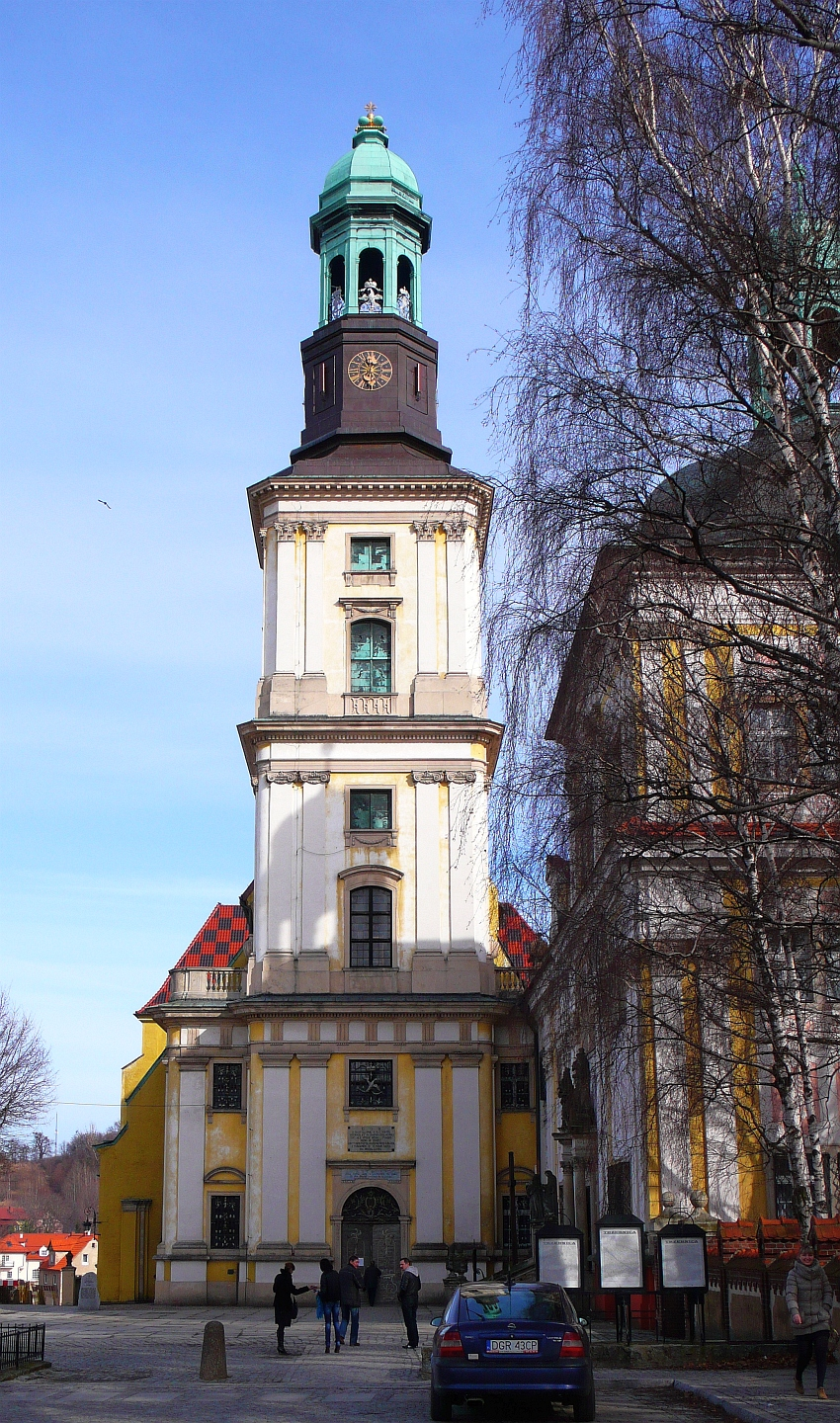
Kirche im Kloster Trebnitz

## Sehenswürdigkeiten

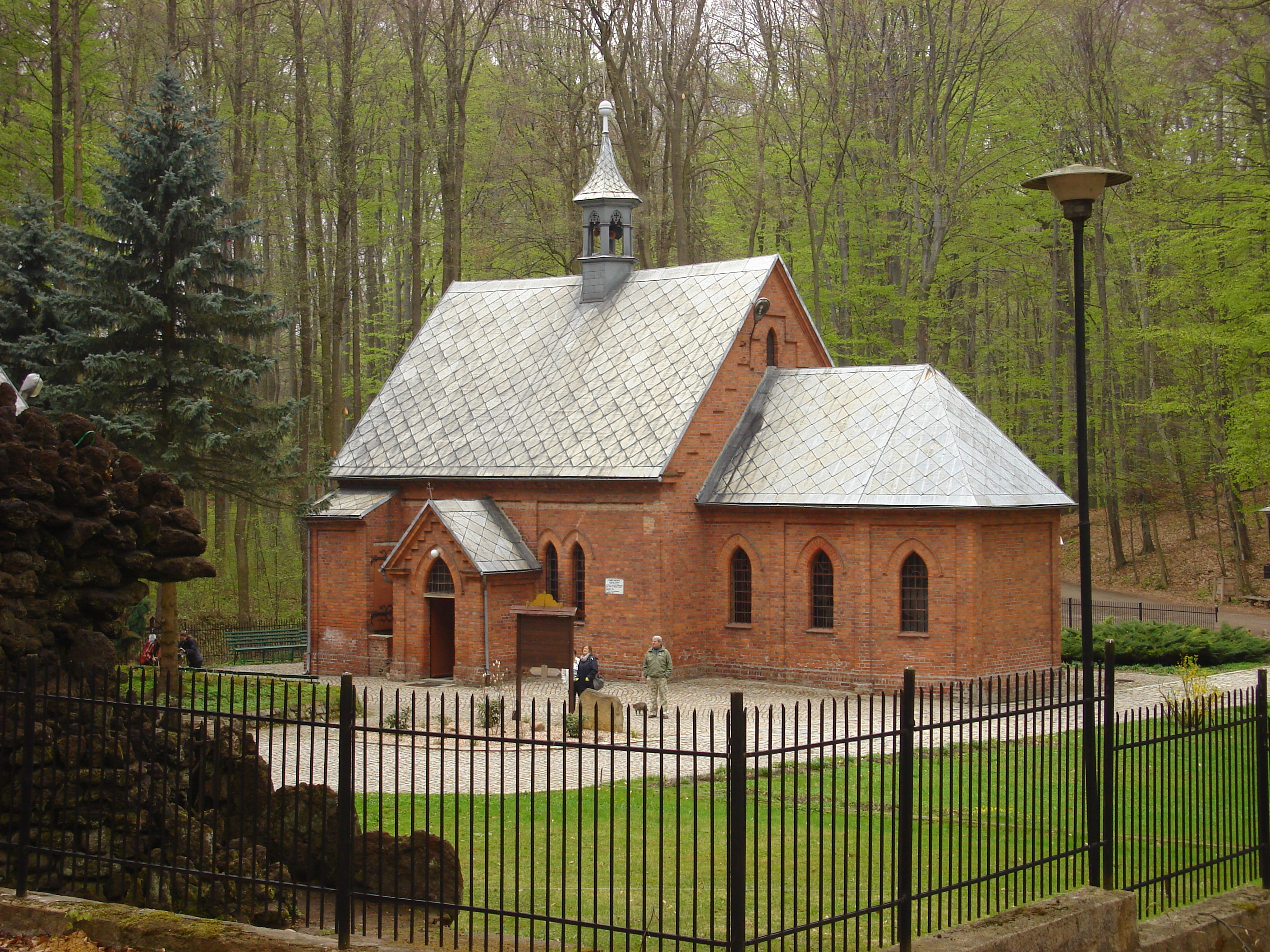
Kapelle der Vierzehn Nothelfer

- Klosterkirche mit den Gräbern der hl. Hedwig von Andechs und ihrem Gemahl Herzog Heinrich I. „dem Bärtigen“ sowie dem Hochmeister des Deutschen Ordens Konrad von Feuchtwangen
- Säule mit dem böhmischen Landesheiligen Johannes von Nepomuk auf dem Vorplatz der Klosterkirche.
- Die St.-Petri-Pfarrkirche (seit 1994 Kośćiół par. ŚŚ Piotra i Pawła) aus dem 13. Jahrhundert wurde vermutlich vom Magnaten Peter Wlast gestiftet. 1853–1855 wurde sie im Stil der Neugotik neu errichtet. Erhalten wurde der gotische Turm sowie der Taufstein aus dem Jahre 1505. Von 1525 bis Kriegsende 1945 diente die Kirche als evangelisches Gotteshaus. Ab 1947 wurde sie zweckentfremdet als Lagerhaus genutzt. 1987 wurde sie der katholischen Pfarrei übergeben und danach restauriert und wiederaufgebaut. Seit 1994 ist sie katholische Pfarrkirche, die den Aposteln Peter und Paul geweiht ist.
- Das Rathaus auf dem rechteckigen Marktplatz wurde in seiner heutigen Form 1858/69 errichtet.
- Auf dem ovalen Burghügel nordwestlich des Rings befand sich die im Jahr 1322 bezeugte herzogliche Burg, die 1432 geschleift wurde.
- Das Stadtmuseum befindet sich in einem barocken Bürgerhaus aus dem 17. Jahrhundert.
- Südöstlich der Stadt, erreichbar über die ul. Leśna, befinden sich in einem Buchenwald (las bukowy) die neugotische Kapelle der Vierzehn Nothelfer (Kościół Czternastu Świętych Wspomożycieli) und ein Kreuzweg bei einer ehemaligen Einsiedelei. Die reich mit volkstümlichen Malereien ausgestaltete Kirche entstand 1886 nach einem Entwurf von Hubert Jantke an der Stelle einer Kapelle aus dem Jahr 1496. Der sie umgebende Friedhof wurde um 1970 eingeebnet. Der Ort ist von vielen alten Legenden umwoben.

## Bevölkerungsentwicklung
| Jahr | Einwohner | Anmerkungen                                           |
| ---- | --------- | ----------------------------------------------------- |
| 1875 | 4744      | [ 3 ]                                                 |
| 1880 | 4783      | [ 3 ]                                                 |
| 1890 | 5333      | davon 3346 Evangelische, 1904 Katholiken und 79 Juden |
| 1933 | 8719      | [ 3 ]                                                 |
| 1939 | 8505      | [ 3 ]                                                 |

## Stadtwappen
Das Stadtwappen zeigt zwei goldene gekreuzte Schlüssel in Blau, mit den Bärten nach oben gekehrt, zwischen ihnen der weiße und bärtige Kopf des Apostels Petrus mit Gloriole.

## Gemeinde
Zur Stadt- und Landgemeinde Trzebnica gehören die Stadt selbst und 41 Dörfer mit Schulzenämtern.

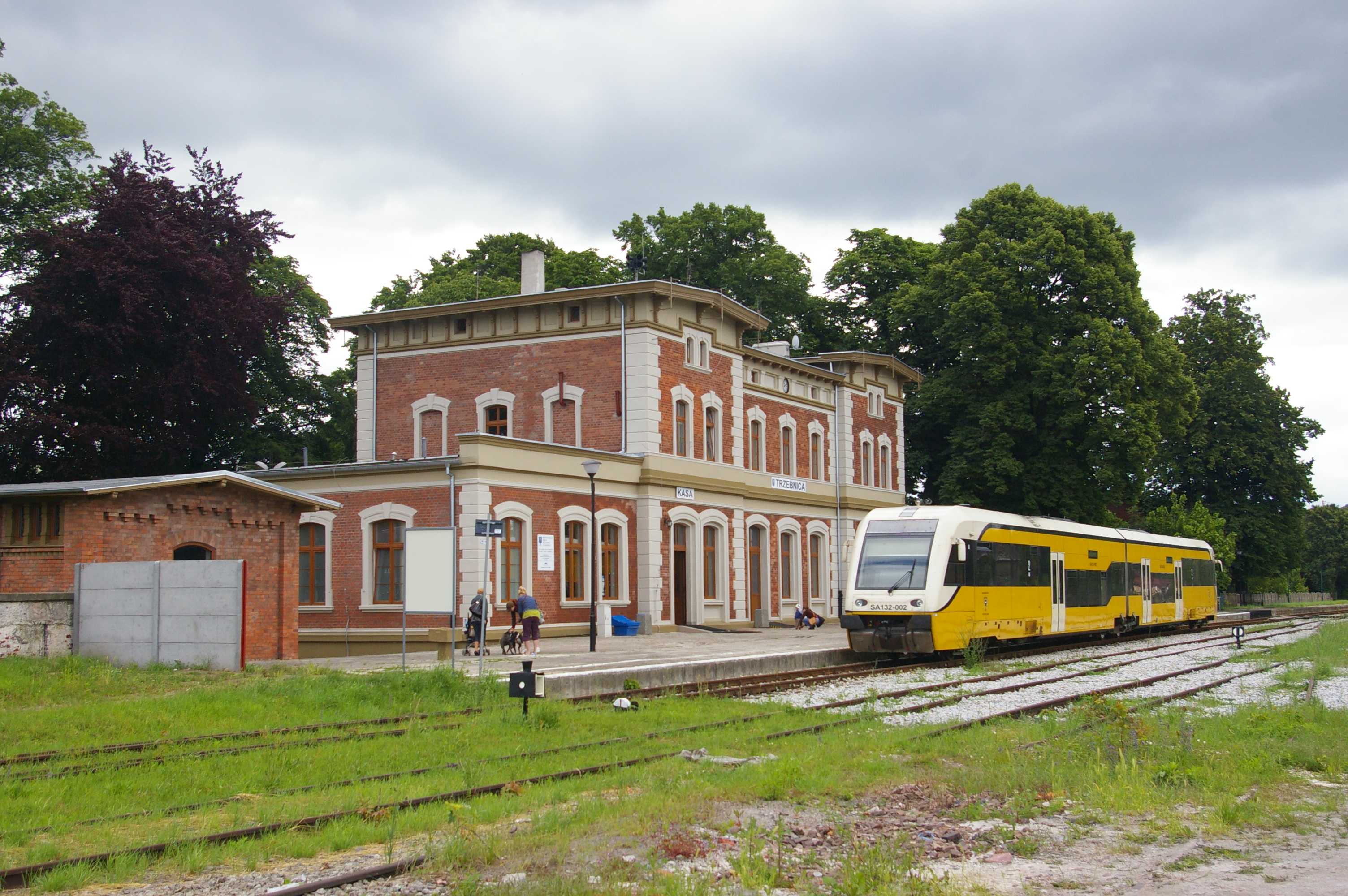
Triebwagen der Koleje Dolnośląskie am Bahnhof

## Söhne und Töchter der Stadt
- Maria Leszczyńska (1703–1768), Ehefrau des französischen Königs Ludwig XV.
- Emil von Richthofen (1810–1895), deutscher Diplomat
- Colmar Grünhagen (1828–1911), schlesischer Geschichtsforscher
- Franz Thilo (1863–1941), Landrat in Grottkau
- Ernst Niekisch (1889–1967), Politiker und Schriftsteller
- Heinrich Georg Merkel (1900–1985), Verleger
- Erich Rommerskirch (1904–1989), Jesuit und Schriftsteller
- Max Scheer (1926–2000), Physiker und Hochschullehrer
- Klaus Piontek (1935–1998), Schauspieler
- Wolfgang Mittmann (1939–2006), Autor
- Gila von Weitershausen (* 1944), Schauspielerin
- Ewelina Ptak (* 1987), polnische Sprinterin.